# Kincaid (Illinois)
Kincaid é uma vila localizada no estado americano de Illinois, no Condado de Christian.

## Demografia
Segundo o censo americano de 2000, a sua população era de 1441 habitantes.
Em 2006, foi estimada uma população de 1471, um aumento de 30 (2.1%).

## Geografia
De acordo com o United States Census Bureau tem uma área de
1,6 km², dos quais 1,6 km² cobertos por terra e 0,0 km² cobertos por água. Kincaid localiza-se a aproximadamente 177 m acima do nível do mar.

## Localidades na vizinhança
O diagrama seguinte representa as localidades num raio de 12 km ao redor de Kincaid.